# مون‌لایتینگ
مون‌لایتینگ (انگلیسی: Moonlighting) یک مجموعه تلویزیونی آمریکایی کمدی-درام است که از ۳ مارس ۱۹۸۵ تا ۱۴ مه ۱۹۸۹ از ای‌بی‌سی پخش شد. این شبکه در کل ۶۷ قسمت پخش کرد.

## قسمت‌ها
| فصل | فصل | قسمت‌ها | روی آنتن رفته   | روی آنتن رفته |
| فصل | فصل | قسمت‌ها | اولین بار       | آخرین بار     |
| --- | --- | ------ | --------------- | ------------- |
|     | ۱   | ۷      | ۳ مارس ۱۹۸۵     | ۲ آوریل ۱۹۸۵  |
|     | ۲   | ۱۸     | ۲۴ سپتامبر ۱۹۸۵ | ۱۳ مه ۱۹۸۶    |
|     | ۳   | ۱۵     | ۲۳ سپتامبر ۱۹۸۶ | ۵ مه ۱۹۸۷     |
|     | ۴   | ۱۴     | ۹ سپتامبر ۱۹۸۷  | ۲۲ مارس ۱۹۸۸  |
|     | ۵   | ۱۳     | ۶ دسامبر ۱۹۸۸   | ۱۴ مه ۱۹۸۹    |

## برای مطالعهٔ بیشتر
- Williams, J. P. (1988). "The Mystique of Moonlighting: When You Care Enough to Watch the Very Best". Journal of Popular Film and Television. Bowling Green, Ohio. 16 (3): 90–99. doi:10.1080/01956051.1988.9943391.